# Michael Argyle
John Michael Argyle (Nottingham, 1925. augusztus 11. – Nottingham, 2002. szeptember 6.) angol szociálpszichológus, az Oxfordi Egyetemen működött egyetemi tanárként, 1992-ben emeritálták. Egyik úttörője volt a nem verbális kifejezések tanulmányozásának.

## Életpályája, munkássága
Michael Argyle a szociálpszichológia egyik nyugat-európai úttörője. Kísérleti pszichológiából szerzett diplomája után 1952-ben az Oxford Egyetem első szociálpszichológia kurzusának oktatója lett (Robinson, 2002). A British Journal of Social and Clinical Psychology folyóirat egyik alapítója. A Brit Pszichológiai Társaság szociálpszichológia szekciójának megalapítója és elnöke volt (Lamb és Sissons Joshi, 2002). Legismertebb munkái a verbális és nonverbális kommunikáció, a boldogság és vallásosság területéhez, valamint a munka, szabadidő és társadalmi rétegek szociálpszichológiai jelenségeihez kötődnek.
A kommunikáció különböző csatornáinak vizsgálata során arra a következtetésre jutott, hogy az egyének eltérő mértékben képesek hasznosítani ezeket a csatornákat. Erre a felismerésre alapozva alkotta meg a szociális készségek koncepcióját. A szociális készségeket taníthatónak és fejleszthetőnek tartotta. Többek között szégyenlősség, agressziókezelési problémák, antiszociális viselkedés (Lamb és Sissons Joshi, 2002) és az interperszonális kapcsolatokban (Wiemann és Giles, 1995) jelentkező problémák megoldását is a szociális készségek fejlesztésében látta.
Egyik legrégebbi és legtöbbet idézett publikációja a Janet Deannel közös Eye-contact, Distance and Affiliation című, 1965-ben megjelent cikke, amelyért bírálat is érte, ugyanakkor további elméleti művek megszületését ösztönözte, mint például Richard L. Street és John N. Capella (1985) Sequence and Pattern in Communicative Behaviour című munkája (Wiemann és Giles, 1995). 1965-ös cikkében Argyle és Dean azt a jelenséget írja le, amely szerint a személyközi interakcióban a résztvevők egyensúlyra törekszenek a szemkontaktus, fizikai távolság és az intimitás egyéb aspektusait illetően, és ha ennek egyik összetevője változik, akkor a többi összetevő eszerint kompenzálódik – például a fizikai távolság csökkenésével csökken a szemkontaktus gyakorisága és mértéke is. Ezt a hatást ellenkező nemű kommunikációs partnerek esetében találták a legerősebbnek. Ezzel összhangban további kísérletezés eredményeképp az is bebizonyosodott, hogy ha az egyik személy csukott szemmel vesz részt az interakcióban, akkor a másik személy közelebb húzódik hozzá (Argyle és Dean, 1965).
Argyle a boldogság és jóllét kérdését számtalan aspektusból vizsgálta. A szociális készségek összefüggésében azt találta, hogy az asszertivitás, extroverzió, neuroticizmus és együttműködés értékei közül az asszertivitás, az extroverzió és a neuroticizmus korrelált a boldogság értékével, melyek közül is az asszertivitás bizonyult a boldogság mértékében legmegbízhatóbb előrejelzőjének (Argyle és Lu, 1990). Az extraverzió és a boldogság kapcsolatát korábbi eredmények nem magyarázták, ezért Argyle és Lu külön vizsgálatot szentelt a kérdésnek. Feltevésük szerint az extrovertált személyek több társas tevékenységben vesznek rész, és ez magyarázza a boldogság magasabb értékét az introvertált személyekhez képest. Százharminc résztvevőt vizsgáltak az Oxford Boldogság Felmérésben (Oxford Happiness Inventory), az EPQ E-skálája, és egy 37 itemes, társas és egyéb tevékenységekben való részvételt és azok élvezetét mérő kérdőív felhasználásával. Eszerint az extrovertált személyek magasabb fokú boldogságérzetének okaként az esetek felében róható fel a társas tevékenységekben való részvétel (Argyle és Lu, 1990).
1998-as vizsgálatában Argyle és Hills a zenei és vallásos élmények boldogságérzettel való összefüggését kereste. A boldogságérzetet az Oxford Boldogság Skálával (OBS) mérték 230 olyan résztvevőn, akik tagjai valamilyen zenei vagy vallásos (vagy mindkét) társulásnak. Vizsgálatuk kimutatta, hogy mindkét tevékenység emelkedett skálaértékeket generál, tehát a zenei- és vallásos élmények hasonló hatásúak. Az OBK összértéke csak gyengén korrelált a zenei és vallásos skálák értékeivel, kivéve a társas faktort reprezentáló skálákét. Ebből arra következtettek, hogy valójában a zenei-, illetve vallásos tevékenységek társas mivolta felelős a magasabb boldogságérzetért.
Az introverzió – extroverzió és a boldogság viszonyát tovább kiaknázva Argyle és Hills (2001) kimutatta, hogy habár az intro- és extroverzió boldogságra ható mechanizmusai különböznek, a boldog intro- és extrovertált személyek viselkedése tulajdonképpen teljesen azonos.
Miután bebizonyították, hogy az extroverzió a boldogság fontos, de nem szükséges faktora, további elemzés után Argyle és Hills (2001) arra jutott, hogy a neuroticizmus pontosabb előrejelzője a boldogságnak és az élettel való elégedettségnek. A neuroticizmust, mint egy negatív állapot hiányát nehéz volt a boldogsággal összefüggésbe hozni, ezért pozitív tulajdonsággá, érzelmi stabilitássá fordították. Az érzelmi stabilitás az extroverzióval összevetve erősebb korrelációt mutatott az OBS értékével, valamint fiatalabb személyek esetében az egyedüli előrejelzője volt a boldogság mértékének.

## Művei magyarul
Számos fontos kötete megtalálható közkönyvtárainkban angol nyelven. 1981-ben munkapszichológiai tanulmányaiból magyarul adtak közre egy válogatást:
- Munkahelyi szociálpszichológia. Válogatás; vál. Zánkai Géza, ford. Simó György; Mezőgazdasági, Bp., 1981, 126 p., ill.

### Tanulmányainak kivonataiból
- Argyle, M. and Dean, J. (1965). Eye-contact, Distance and Affiliation. Sociometry, 28(3), 289-304. Absztrakt, forrása: CiteULike Key: citeulike:5395178
- Argyle, M. and Lu L. (1990). Happiness and Social Skills. Personality and Individual Differences, 11(12), 1255-1261. Absztrakt, forrása: ScienceDirect
- Hills, P. and Argyle, M. (1998). Musical and religious experiences and their relationship to happiness. Personality and Individual Differences, 25(1), 91-102. Absztrakt, forrása: ScienceDirect
- Hills, P. and Argyle, M. (2001). Happiness, introversion-extraversion and happy introverts. Personality and Individual Differences, 30(4), 595-608. Absztrakt, forrása: ScienceDirect
- Hills, P. and Argyle, M. (2001). Emotional stability as a major dimension of happiness. Personality and Individual Differences, 31(8), 1357-1364. Absztrakt, forrása: ScienceDirect

### Szociálpszichológiai kiadvány és gyászjelentések
- Wiemann, J. M. and Giles, H. (1995). Kommunikáció és társas interakció. In M. Hewstone, W. Stroebe, J.-P. Codol and G. M. Stephenson (Eds.), Szociálpszichológia, pp. 219–270. Budapest, Hungary: Közgazdasági és Jogi Könyvkiadó
- Lamb, R. and Sissons Joshi, M. (2002). Obituary – Michael Argyle. The Psychologist, 15(12), 624-625.
- Robinson, P. (2002). Obituary: Michael Argyle. The Guardian (online). Letöltve: 2013.05.20. http://www.guardian.co.uk/news/2002/oct/03/guardianobituaries.highereducation